# Diaparsis evanescens
Diaparsis evanescens là một loài tò vò trong họ Ichneumonidae.